# Seodi White
Seodi Venekai-Rudo White là một luật sư phát triển xã hội và nhà hoạt động vì quyền của phụ nữ. Bà là Chủ tịch Ủy ban thường trực của Mạng về Luật liên quan đến giới tính. Bà chịu trách nhiệm về việc ban hành của Malawi bạo lực gia đình quy định trong năm 2006. Bà hiện là điều phối viên quốc gia của phụ nữ và Luật trong Nghiên cứu Châu Phi phía Nam và Education Trust (WLSA Malawi).

## Ấn phẩm
- Bạo lực tình dục và tính dễ bị tổn thương của phụ nữ đối với lây truyền HIV ở Malawi (2005)
- Vượt xa sự bất bình đẳng: Phụ nữ ở Malawi (2005)
- Góp phần thực hiện quyền con người và công bằng giới của phụ nữ: Khuyến nghị về Hiến pháp công bằng hơn (2006)
- Tham gia vào quốc hội ở Ma-la-uy: Cẩm nang dành cho các nghị sĩ (2005)
- Giới tính và quyền công dân như một lăng kính quan trọng để phân tích trong phát triển (2005)
- Rà soát luật pháp và chính sách: SADC đã thực hiện luật pháp và chính sách bao xa? (2005)
- Pháp luật có thể làm giảm lây truyền HIV ở phụ nữ? (2005)
- Phòng chống dự luật bạo lực gia đình ở Ma-lai-xi-a: Quan điểm đa ngành (2003)
- Hủy bỏ quả phụ: Bạo lực trên cơ sở giới ở Ma-lai-xi-a (2002)

### Sách
- Hủy bỏ Góa phụ của Seodi Venekai White (2005)
- Để tìm kiếm công lý: Phụ nữ và chính quyền công lý (2000)

## Giải thưởng
- Giải thưởng của Ủy ban Nhân quyền Malawi - 2004 [4]
- Học giả thỉnh giảng tại Dự án Nhân quyền Quốc tế Phụ nữ tại Đại học Toronto [5]